# A Bola
|  | Aquest article tracta sobre el municipi gallec. Vegeu-ne altres significats a «A Bola (revista)». |

A Bola és un municipi de la província d'Ourense a Galícia. Pertany a la comarca d'A Terra de Celanova.
| 4.043 | 3.988 | 3.906 | 2.248 | 1.549 |
| Fonts: INE i IGE (Els criteris de registre censal variaren i les dades de l'INE i de l'IGE poden no coincidir.) |       |       |       |       |